# Rahul Bose
Rahul Bose, in bengalese রাহুল বসু (Calcutta, 27 luglio 1967), è un attore, regista, sceneggiatore, attivista sociale e giocatore di rugby indiano.
Si trasferisce con la famiglia a Bombay a tre anni dove studia alla Cathedral and John Connon School. Debutta a teatro con Topsy Turvey e Are There Tigers In The Congo? di Rahul D'Cunha. Nel 1994 esordisce nel cinema con una parte in English, August di Dev Benegal. È il fondatore della organizzazione non governativa The Foundation. 

## Filmografia
- English, August (1994)
- A Mouthful of Sky (1995)
- Bomgay (1996)
- Bombay Boys (1998)
- Split Wide Open (1999)[1]
- Thakshak (1999)
- Everybody Says I'm Fine! (2001)[2]
- Mr. and Mrs. Iyer (2002)
- Jhankaar Beats (2003)
- Ek Din 24 Ghante (2003)
- Mumbai Matinee (2003)
- Chameli (2003)
- White Noise (2004)
- The Fall (2005)
- Scrum in the Mud with Rahul Bose (2005)
- Silsilay (2005)
- 15 Park Avenue (2005)
- Ctrl+Alt+Del (2005)
- Anuranan(2006)
- Pyaar Ke Side Effects (2006)
- The Other Side of Bollywood (2006)
- Chain Kulii Ki Main Kulii (2007)
- Before the Rains (2008)
- Shaurya (2008)
- Maan Gaye Mughal-e-Azam (2008)
- Dil Kabaddi (2008)
- Tahaan (2008)
- Kaalpurush (2008)
- Antaheen (2009)
- The Whisperers (2009)
- Fired (2010)
- I Am (2010)
- The Japanese Wife (2010)[1]
- Kuch Love Jaisa (2011)
- I Am (2011)[3]
- Mumbai Chakachak (2011)
- Africa (2011)
- Bits and Pieces (2011)
- Click and Marry (2011)
- Ghost Ghost Na Raha (2011)
- Winds of Change (2012)
- Amore in alto mare (Dil Dhadakne Do), regia di Zoya Akhtar (2005)

## Riconoscimenti
- 2000 – Nomination, Migliore interpretazione in un ruolo negativo, Thakshak
- 2000 – Best Asian Actor Award, Singapore International Film Festival, Split Wide Open
- 2003 – John Schlesinger Honorable Mention Award, Palm Springs International Film Festival, Everybody Says I'm Fine!
- 2004 – Mani Kaul Award for Outstanding Filmmaking, Everybody Says I'm Fine!
- 2005 – Mahesh Bhatt Spokesperson Award
- 2007 – "Artiste for Change" Karmaveer Puraskaar award[4]
- 2008 – IBN Citizen Journalist Award[5]
- 2009 – Idea International Indian Film Academy Green Award[6]
- 2009 – Youth Icon Award for Social Justice and Welfare[7]
- 2010 – Green Globe Foundation Award for Extraordinary Work by a Public Figure[8]